# Nizozemský fotbalový pohár
Nizozemský fotbalový pohár (nizozemsky KNVB beker) je pohárová vyřazovací soutěž v nizozemském fotbalu. První ročník byl zahájen Nizozemskou fotbalovou asociací (Koninklijke Nederlandse Voetbalbond) v roce 1898, prvním vítězem se v sezóně 1898/99 stal klub RAP Amsterdam. Herní systém je založen na modelu anglického FA Cupu. V poháru účinkují všechny týmy ze tří nejvyšších nizozemských fotbalových lig, postupně Eredivisie (1. liga), Eerste Divisie (2. liga), Topklasse (3. liga) a také 24 semifinalistů (nebo náhradních týmů) z regionálních amatérských pohárových soutěží. Finále se odehrává (na výjimky) na stadionu De Kuip, což je domovský stánek klubu Feyenoord z Rotterdamu. Vítěz nizozemského fotbalového poháru se střetne s vítězem nejvyšší ligy Eredivisie v superpoháru zvaném Johan Cruijff Schaal, tento se odehrává vždy na začátku následující sezóny (typicky v srpnu týden před zahájením nového ročníku).

## Změny názvu
Stejně jako mnoho dalších národních pohárů i ten nizozemský podléhal změnám oficiálního názvu podle aktuálního sponzora. Od počátku do roku 1946 byl nazýván Holdertbeker, s výjimkou let 1921–1929, kdy se jmenoval NVB Beker. Od roku 1946 přijal název Pohár KNVB (KNVB beker) a poprvé bylo použito na výrobu stříbro, což bylo v době krátce po druhé světové válce poměrně raritní, neboť drahé kovy byly vzácností.
Od roku 1995 se jmenoval Amstel Cup po pivovaru Amstel. Od 16. srpna 2005 nesl název Gatorade Cup po výrobci nápojů Gatorade. V roce 2006 se název vrátil ke KNVB beker s tím, že Gatorade zůstal hlavním sponzorem soutěže.

## Postup do evropských pohárů
Do roku 1998 se vítěz nizozemského fotbalového poháru kvalifikoval do Poháru vítězů pohárů, po zrušení této evropské soutěže vítěz postupuje do Evropské ligy. Pokud výherce poháru zvítězí i v Eredivisie, postupuje do Ligy mistrů a do Evropské ligy se místo něj kvalifikuje poražený pohárový finalista.

## Přehled finále
Zdroje:
| Sezóna  | Vítěz                                                                      | Střelci | Výsledek                                                                   | Finalista                                                                  | Střelci                                                                    | Stadion                                                                    | Diváci                                                                     |
| ------- | -------------------------------------------------------------------------- | --- | -------------------------------------------------------------------------- | -------------------------------------------------------------------------- | -------------------------------------------------------------------------- | -------------------------------------------------------------------------- | -------------------------------------------------------------------------- |
| 1898/99 | RAP Amsterdam                                                              | | 1–0 prodl.                                                                 | HVV Den Haag                                                               |                                                                            |                                                                            |                                                                            |
| 1899/00 | Velocitas Breda                                                            | | 3–1                                                                        | Ajax Leiden                                                                |                                                                            |                                                                            |                                                                            |
| 1900/01 | HBS Craeyenhout                                                            | | 4–3                                                                        | RAP Amsterdam                                                              |                                                                            |                                                                            |                                                                            |
| 1901/02 | HFC Haarlem                                                                | | 2–1                                                                        | HBS Craeyenhout                                                            |                                                                            |                                                                            |                                                                            |
| 1902/03 | HVV Den Haag                                                               | | 6–1                                                                        | HBS Craeyenhout                                                            |                                                                            |                                                                            |                                                                            |
| 1903/04 | Koninklijke HFC                                                            | | 3–1                                                                        | HVV Den Haag                                                               |                                                                            |                                                                            |                                                                            |
| 1904/05 | VOC Rotterdam                                                              | | 3–0                                                                        | HBS Craeyenhout 2                                                          |                                                                            |                                                                            |                                                                            |
| 1905/06 | VV Concordia                                                               | | 3–2                                                                        | Volharding                                                                 |                                                                            |                                                                            |                                                                            |
| 1906/07 | VOC Rotterdam                                                              | | 4–3                                                                        | Voorwaarts                                                                 |                                                                            |                                                                            |                                                                            |
| 1907/08 | HBS Craeyenhout 2                                                          | | 3–1                                                                        | VOC Rotterdam                                                              |                                                                            |                                                                            |                                                                            |
| 1908/09 | Quick Den Haag 2                                                           | | 2–0                                                                        | VOC Rotterdam                                                              |                                                                            |                                                                            |                                                                            |
| 1909/10 | Quick Den Haag 2                                                           | | 2–0                                                                        | HVV Den Haag 2                                                             |                                                                            |                                                                            |                                                                            |
| 1910/11 | Quick Den Haag                                                             | | 1–0                                                                        | HFC Haarlem                                                                |                                                                            |                                                                            |                                                                            |
| 1910/12 | HFC Haarlem                                                                | | 2–0                                                                        | Vitesse                                                                    |                                                                            |                                                                            |                                                                            |
| 1912/13 | Koninklijke HFC                                                            | | 4–1                                                                        | Dordrechtse FC                                                             |                                                                            |                                                                            |                                                                            |
| 1913/14 | Dordrechtse FC                                                             | | 3–2                                                                        | HFC Haarlem                                                                |                                                                            |                                                                            |                                                                            |
| 1914/15 | Koninklijke HFC                                                            | | 1–0                                                                        | HBS Craeyenhout                                                            |                                                                            |                                                                            |                                                                            |
| 1915/16 | Quick Den Haag                                                             | | 2–1                                                                        | HBS Craeyenhout                                                            |                                                                            |                                                                            |                                                                            |
| 1916/17 | AFC Ajax                                                                   | | 5–0                                                                        | VSV Velsen                                                                 |                                                                            |                                                                            |                                                                            |
| 1917/18 | RCH Haarlem                                                                | | 2–1                                                                        | VVA/Spartaan                                                               |                                                                            |                                                                            |                                                                            |
| 1918/19 | Nehrálo se                                                                 | Nehrálo se | Nehrálo se                                                                 | Nehrálo se                                                                 | Nehrálo se                                                                 | Nehrálo se                                                                 | Nehrálo se                                                                 |
| 1919/20 | CVV Rotterdam                                                              | | 2–1                                                                        | VUC Den Haag                                                               |                                                                            |                                                                            |                                                                            |
| 1920/21 | Schoten                                                                    | | 2–1                                                                        | RFC                                                                        |                                                                            |                                                                            |                                                                            |
| 1921/24 | Nehrálo se                                                                 | Nehrálo se | Nehrálo se                                                                 | Nehrálo se                                                                 | Nehrálo se                                                                 | Nehrálo se                                                                 | Nehrálo se                                                                 |
| 1924/25 | ZFC                                                                        | | 5–1                                                                        | XerxesDZB                                                                  |                                                                            |                                                                            |                                                                            |
| 1925/26 | LONGA                                                                      | | 5–2                                                                        | de Spartaan                                                                |                                                                            |                                                                            |                                                                            |
| 1926/27 | VUC Den Haag                                                               | | 3–1                                                                        | Vitesse                                                                    |                                                                            |                                                                            |                                                                            |
| 1927/28 | RCH                                                                        | | 2–0                                                                        | PEC Zwolle                                                                 |                                                                            |                                                                            |                                                                            |
| 1928/29 | Nehrálo se                                                                 | Nehrálo se | Nehrálo se                                                                 | Nehrálo se                                                                 | Nehrálo se                                                                 | Nehrálo se                                                                 | Nehrálo se                                                                 |
| 1929/30 | Feijenoord                                                                 | | 1–0                                                                        | SBV Excelsior                                                              |                                                                            |                                                                            |                                                                            |
| 1930/31 | Nehrálo se                                                                 | Nehrálo se | Nehrálo se                                                                 | Nehrálo se                                                                 | Nehrálo se                                                                 | Nehrálo se                                                                 | Nehrálo se                                                                 |
| 1931/32 | Dordrechtse FC                                                             | | 5–4                                                                        | PSV Eindhoven                                                              |                                                                            |                                                                            |                                                                            |
| 1932/33 | Nehrálo se                                                                 | Nehrálo se | Nehrálo se                                                                 | Nehrálo se                                                                 | Nehrálo se                                                                 | Nehrálo se                                                                 | Nehrálo se                                                                 |
| 1933/34 | Velocitas Groningen                                                        | | 3–2                                                                        | Feijenoord                                                                 |                                                                            |                                                                            |                                                                            |
| 1934/35 | Feijenoord                                                                 | | 5–2                                                                        | Helmond                                                                    |                                                                            |                                                                            |                                                                            |
| 1935/36 | Roermond                                                                   | | 4–2                                                                        | KFC                                                                        |                                                                            |                                                                            |                                                                            |
| 1936/37 | FC Eindhoven                                                               | | 1–0                                                                        | de Spartaan                                                                |                                                                            |                                                                            |                                                                            |
| 1937/38 | VSV Velsen                                                                 | | 4–1                                                                        | AGOVV Apeldoorn                                                            |                                                                            |                                                                            |                                                                            |
| 1938/39 | FC Wageningen                                                              | | 2–1                                                                        | PSV Eindhoven                                                              |                                                                            |                                                                            |                                                                            |
| 1939/42 | Nehrálo se                                                                 | Nehrálo se | Nehrálo se                                                                 | Nehrálo se                                                                 | Nehrálo se                                                                 | Nehrálo se                                                                 | Nehrálo se                                                                 |
| 1942/43 | AFC Ajax                                                                   | | 3–2                                                                        | Dordrechtse FC                                                             |                                                                            |                                                                            |                                                                            |
| 1943/44 | Willem II Tilburg                                                          | | 9–2                                                                        | Groene Ster                                                                |                                                                            |                                                                            |                                                                            |
| 1944/47 | Nehrálo se                                                                 | Nehrálo se | Nehrálo se                                                                 | Nehrálo se                                                                 | Nehrálo se                                                                 | Nehrálo se                                                                 | Nehrálo se                                                                 |
| 1947/48 | FC Wageningen                                                              | | 0–0 2–1 pen.                                                               | DWV Amsterdam                                                              |                                                                            |                                                                            |                                                                            |
| 1948/49 | Quick 1888                                                                 | | 1–1 2–1 pen.                                                               | Helmondia                                                                  |                                                                            |                                                                            |                                                                            |
| 1949/50 | PSV Eindhoven                                                              | | 4–3                                                                        | HFC Haarlem                                                                |                                                                            |                                                                            |                                                                            |
| 1950/56 | Nehrálo se                                                                 | Nehrálo se | Nehrálo se                                                                 | Nehrálo se                                                                 | Nehrálo se                                                                 | Nehrálo se                                                                 | Nehrálo se                                                                 |
| 1956/57 | Fortuna'54                                                                 | Bram Appel 75' 80' Henk Angenent 70'                                                                          | 4–2                                                                        | Feijenoord                                                                 | Henk Schouten Meerman                                                      | De Kuip                                                                    | 35 000                                                                     |
| 1957/58 | Sparta Rotterdam                                                           | Tinus Bosselaar Karregat vl. gól.' Geel Verhoeven                                                             | 4–3                                                                        | FC Volendam                                                                | Smit Dick Tol Smit                                                         | Olympijský stadion, Amsterdam                                              | 18 000                                                                     |
| 1958/59 | VVV-Venlo                                                                  | Herman Teeuwen Sleven Jan Klaassens Schatorjé                                                                 | 4–1                                                                        | ADO Den Haag                                                               | Timmer                                                                     | Zuiderpark Stadion                                                         | 25 000                                                                     |
| 1959/60 | Nehrálo se                                                                 | Nehrálo se | Nehrálo se                                                                 | Nehrálo se                                                                 | Nehrálo se                                                                 | Nehrálo se                                                                 | Nehrálo se                                                                 |
| 1960/61 | AFC Ajax                                                                   | Henk Groot 78' 82' 88'                                                                                        | 3–0                                                                        | NAC Breda                                                                  |                                                                            | De Meer Stadion                                                            | 16 000                                                                     |
| 1961/62 | Sparta Rotterdam                                                           | Van Miert 105'                                                                                                | 1–0 prodl.                                                                 | DHC Delft                                                                  | –                                                                          | Sparta Stadion Het Kasteel                                                 | 12 000                                                                     |
| 1962/63 | Willem II Tilburg                                                          | Frits Louer 35' Kees Aarts 46' Willy Senders 81'                                                              | 3–0                                                                        | ADO Den Haag                                                               | –                                                                          | Zuiderpark Stadion                                                         |                                                                            |
| 1963/64 | Fortuna'54                                                                 | – | 0–0 4–3 pen.                                                               | ADO Den Haag                                                               | –                                                                          | Philips Stadion                                                            | 10 000                                                                     |
| 1964/65 | Feijenoord                                                                 | Frans Bouwmeester 88'                                                                                         | 1–0                                                                        | Go Ahead Eagles                                                            | –                                                                          | De Kuip                                                                    | 31 000                                                                     |
| 1965/66 | Sparta Rotterdam                                                           | Ole Madsen 60'                                                                                                | 1–0                                                                        | ADO Den Haag                                                               | –                                                                          | De Kuip                                                                    |                                                                            |
| 1966/67 | Ajax                                                                       | Johan Cruijff 64' Klaas Nuninga 99'                                                                           | 2–1                                                                        | NAC Breda                                                                  | Vesters 88'                                                                | De Meer                                                                    | 21 000                                                                     |
| 1967/68 | ADO Den Haag                                                               | Lex Schoenmaker 23' Kees Aarts 28'                                                                            | 2–1                                                                        | Ajax                                                                       | Piet Keizer 48'                                                            | Zuiderpark                                                                 | 17 500                                                                     |
| 1968/69 | Feijenoord                                                                 | Henk Wery 27'                                                                                                 | 1–1 prodl.                                                                 | PSV Eindhoven                                                              | Lazar Radović 71'                                                          | De Kuip                                                                    | 55 000                                                                     |
| 1968/69 | Feijenoord                                                                 | Willem van Hanegem 47' Henk Wery 84'                                                                          | Opak. záp. 2–0                                                             | PSV Eindhoven                                                              | –                                                                          | De Kuip                                                                    | 60 000                                                                     |
| 1969/70 | AFC Ajax                                                                   | Piet Keizer 22' Johan Cruijff 69'                                                                             | 2–0                                                                        | PSV Eindhoven                                                              |                                                                            | De Vliert                                                                  | 30 000                                                                     |
| 1970/71 | AFC Ajax                                                                   | Johan Cruijff 62' 81'                                                                                         | 2–2 prodl.                                                                 | Sparta Rotterdam                                                           | Janusz Kowalik 39' Dries Visser                                            | De Kuip                                                                    | 63 154                                                                     |
| 1970/71 | AFC Ajax                                                                   | Gerrie Mühren 4' Johan Neeskens 52'                                                                           | Opak. záp. 2–1                                                             | Sparta Rotterdam                                                           | Stephanus Walbeek 47'                                                      | De Kuip                                                                    | 60 068                                                                     |
| 1971/72 | AFC Ajax                                                                   | Johan Cruijff 34' Gerrie Mühren 61' (pen.) Piet Keizer 72'                                                    | 3–2                                                                        | FC Den Haag                                                                | van Eeden 68' Mansveld pen.'                                               | De Kuip                                                                    | 60 000                                                                     |
| 1972/73 | NAC Breda                                                                  | Bish 10' Brouwers                                                                                             | 2–0                                                                        | NEC Nijmegen                                                               | –                                                                          | De Kuip                                                                    |                                                                            |
| 1973/74 | PSV Eindhoven                                                              | Deijkers René van de Kerkhof Ralf Edström Willy van de Kerkhof Willy van der Kuijlen                          | 6–0                                                                        | NAC Breda                                                                  | –                                                                          |                                                                            |                                                                            |
| 1974/75 | FC Den Haag                                                                | Henk van Leeuwen 67'                                                                                          | 1–0                                                                        | FC Twente                                                                  | –                                                                          | De Kuip                                                                    |                                                                            |
| 1975/76 | PSV Eindhoven                                                              | Ralf Edström                                                                                                  | 1–0 prodl.                                                                 | Roda JC Kerkrade                                                           | –                                                                          | De Kuip                                                                    |                                                                            |
| 1976/77 | FC Twente                                                                  | Epi Drost 96' Gerrie Mühren 105' Jan Jeuring 110'                                                             | 3–0 prodl.                                                                 | PEC Zwolle                                                                 | –                                                                          | Stadion de Goffert                                                         |                                                                            |
| 1977/78 | AZ Alkmaar                                                                 | Henk van Rijnsoever 56'                                                                                       | 1–0                                                                        | AFC Ajax                                                                   | –                                                                          | Olympijský stadion, Amsterdam                                              | 38 248                                                                     |
| 1978/79 | AFC Ajax                                                                   | Ray Clarke 42' (pen.)                                                                                         | 1–1 prodl.                                                                 | FC Twente                                                                  | Wim Meutstege 14' (vl.)                                                    | De Kuip                                                                    | 29 553                                                                     |
| 1978/79 | AFC Ajax                                                                   | Ray Clarke 27' Simon Tahamata 47' Dick Schoenaker 66'                                                         | Opak. záp. 3–0                                                             | FC Twente                                                                  | –                                                                          | De Kuip                                                                    | 29 274                                                                     |
| 1979/80 | Feyenoord                                                                  | Pétur Pétursson 39' (pen.) Carlo de Leeuw 71' Pétur Pétursson 75'                                             | 3–1                                                                        | AFC Ajax                                                                   | Frank Arnesen 19'                                                          | De Kuip                                                                    | 50 340                                                                     |
| 1980/81 | AZ Alkmaar                                                                 | Pier Tol 24' Ronald Spelbos 59' Kristen Nygaard 74'                                                           | 3–1                                                                        | AFC Ajax                                                                   | Gerald Vanenburg 53'                                                       | Olympijský stadion, Amsterdam                                              | 32 591                                                                     |
| 1981/82 | AZ Alkmaar                                                                 | – | 0–1                                                                        | FC Utrecht                                                                 | Jan Wouters 5'                                                             | Stadion Galgenwaard                                                        |                                                                            |
| 1981/82 | AZ Alkmaar                                                                 | Oberacher 18' Kees Kist 47' 57' (pen.) 76' Pier Tol 77'                                                       | 5–1                                                                        | FC Utrecht                                                                 | Carbo 27'                                                                  | Alkmaarderhout                                                             |                                                                            |
| 1982/83 | AFC Ajax                                                                   | Søren Lerby 47' Dick Schoenaker 66' Edo Ophof 86'                                                             | 3–1                                                                        | NEC Nijmegen                                                               | Mulderij 56'                                                               | De Meer                                                                    | 7 700                                                                      |
| 1982/83 | AFC Ajax                                                                   | Vanenburg 46' 52' Johan Cruijff 69'                                                                           | 3–1                                                                        | NEC Nijmegen                                                               | Grim 60'                                                                   | De Goffert                                                                 | 24 000                                                                     |
| 1983/84 | Feyenoord                                                                  | Peter Houtman 72'                                                                                             | 1–0                                                                        | Fortuna Sittard                                                            | –                                                                          | De Kuip                                                                    |                                                                            |
| 1984/85 | FC Utrecht                                                                 | John van Loen 90'                                                                                             | 1–0                                                                        | Helmond Sport                                                              | –                                                                          | Galgenwaard                                                                |                                                                            |
| 1985/86 | AFC Ajax                                                                   | John Bosman 46' 80' Sonny Silooy 67'                                                                          | 3–0                                                                        | RBC Roosendaal                                                             | –                                                                          |                                                                            | 23 000                                                                     |
| 1986/87 | AFC Ajax                                                                   | John Bosman 11' 83' Marco van Basten 104' 106'                                                                | 4–2 prodl.                                                                 | FC Den Haag                                                                | Remco Boere 43' Tony Morley 66'                                            | Zuiderpark Stadion                                                         |                                                                            |
| 1987/88 | PSV Eindhoven                                                              | Eric Gerets 52' 85' Søren Lerby 90+2'                                                                         | 3–2                                                                        | Roda JC Kerkrade                                                           | H. Smeets 22' R. Smeets 64'                                                | Willem II Stadion                                                          | 8 500                                                                      |
| 1988/89 | PSV Eindhoven                                                              | Romário 2' Ellerman 45' 53' Wim Kieft 79'                                                                     | 4–1                                                                        | FC Groningen                                                               | Hennie Meijer 78'                                                          | De Kuip                                                                    | 9 483                                                                      |
| 1989/90 | PSV Eindhoven                                                              | Stan Valckx 75' (pen.)                                                                                        | 1–0                                                                        | Vitesse                                                                    | –                                                                          | De Kuip                                                                    |                                                                            |
| 1990/91 | Feyenoord                                                                  | Rob Witschge 7'                                                                                               | 1–0                                                                        | BVV Den Bosch                                                              | –                                                                          |                                                                            |                                                                            |
| 1991/92 | Feyenoord                                                                  | John de Wolf 28' Gaston Taument 43' József Kiprich 53'                                                        | 3–0                                                                        | Roda JC Kerkrade                                                           | –                                                                          | De Kuip                                                                    |                                                                            |
| 1992/93 | AFC Ajax                                                                   | Edgar Davids 7' Marc Overmars 45' 89' Stefan Pettersson (fotbalista) 71' Dennis Bergkamp 82' Dan Petersen 87' | 6–2                                                                        | SC Heerenveen                                                              | Erik Regtop 35' Rodion Camataru 90'                                        | De Kuip                                                                    |                                                                            |
| 1993/94 | Feyenoord                                                                  | Ruud Heus pen.' John van Loen 80'                                                                             | 2–1                                                                        | NEC Nijmegen                                                               | Dekker                                                                     | De Kuip                                                                    |                                                                            |
| 1994/95 | Feyenoord                                                                  | Gaston Taument 7' Mike Obiku 82'                                                                              | 2–1                                                                        | FC Volendam                                                                | Wasiman 47'                                                                | De Kuip                                                                    |                                                                            |
| 1995/96 | PSV Eindhoven                                                              | Phillip Cocu 7' Marciano Vink 14' John Veldman 65' (vl.) Wim Jonk 87' Björn van der Doelen 90'                | 5–2                                                                        | Sparta Rotterdam                                                           | van der Meer 45' Dennis de Nooijer 79' (pen.)                              | De Kuip                                                                    | 35 000                                                                     |
| 1996/97 | Roda JC Kerkrade                                                           | Gerald Sibon 4' Ger Senden 16' Eric van der Luer 48' Maarten Schops 56'                                       | 4–2                                                                        | SC Heerenveen                                                              | Igor Kornějev 12' Jeffrey Talan 83'                                        | De Kuip                                                                    | 48 000                                                                     |
| 1997/98 | AFC Ajax                                                                   | Tijani Babangida 25' Jari Litmanen 38' 61' 84' Šota Arveladze 79'                                             | 5–0                                                                        | PSV Eindhoven                                                              | –                                                                          | De Kuip                                                                    | 22 500                                                                     |
| 1998/99 | AFC Ajax                                                                   | Jesper Grønkjær 12' 15'                                                                                       | 2–0                                                                        | Fortuna Sittard                                                            | –                                                                          | De Kuip                                                                    | 25 000                                                                     |
| 1999/00 | Roda JC Kerkrade                                                           | Bob Peeters 19' Eric van der Luer 89'                                                                         | 2–0                                                                        | NEC Nijmegen                                                               | –                                                                          | De Kuip                                                                    | 40 000                                                                     |
| 2000/01 | FC Twente                                                                  | – | 0–0 prodl. 4–3 pen.                                                        | PSV Eindhoven                                                              | –                                                                          | De Kuip                                                                    | 45 000                                                                     |
| 2001/02 | Ajax                                                                       | Mido 21' Wamberto 90' Zlatan Ibrahimović 93'                                                                  | 3–2 prodl.                                                                 | FC Utrecht                                                                 | Igor Gluščević 56' (pen.) 76'                                              | De Kuip                                                                    | 37 000                                                                     |
| 2002/03 | FC Utrecht                                                                 | Jean-Paul de Jong 39' Igor Gluščević 49' 57' Dirk Kuijt 81'                                                   | 4–1                                                                        | Feyenoord                                                                  | Bonaventure Kalou 73'                                                      | De Kuip                                                                    | 45 000                                                                     |
| 2003/04 | FC Utrecht                                                                 | Dave van den Bergh 66'                                                                                        | 1–0                                                                        | FC Twente                                                                  | –                                                                          | De Kuip                                                                    | 48 000                                                                     |
| 2004/05 | PSV Eindhoven                                                              | Wilfred Bouma 45' Phillip Cocu 51' Pak Či-Song 74' Jan Vennegoor of Hesselink 90'                             | 4–0                                                                        | Willem II Tilburg                                                          | –                                                                          | De Kuip                                                                    | 35 000                                                                     |
| 2005/06 | AFC Ajax                                                                   | Klaas-Jan Huntelaar 48' 89'                                                                                   | 2–1                                                                        | PSV Eindhoven                                                              | Michael Lamey 53'                                                          | De Kuip                                                                    | 30 770                                                                     |
| 2006/07 | AFC Ajax                                                                   | Klaas-Jan Huntelaar 51'                                                                                       | 1–1 prodl. 8–7 pen.                                                        | AZ Alkmaar                                                                 | Moussa Dembélé 4'                                                          | De Kuip                                                                    | 42 200                                                                     |
| 2007/08 | Feyenoord                                                                  | Denny Landzaat 8' Jonathan de Guzmán 36'                                                                      | 2–0                                                                        | Roda JC Kerkrade                                                           | –                                                                          | De Kuip                                                                    | 51 177                                                                     |
| 2008/09 | SC Heerenveen                                                              | Goran Popov 27' Bonaventure Kalou 112'                                                                        | 2–2 prodl. 5–4 pen.                                                        | FC Twente                                                                  | Eljero Elia 54' Youssouf Hersi 118'                                        | De Kuip                                                                    | 45 000                                                                     |
| 2009/10 | AFC Ajax                                                                   | Siem de Jong 6', 7'                                                                                           | 2–0                                                                        | Feyenoord                                                                  | –                                                                          | Amsterdam ArenA                                                            | 37 283                                                                     |
| 2009/10 | AFC Ajax                                                                   | Luis Suárez 4', 82' Siem de Jong 64', 77'                                                                     | 4–1                                                                        | Feyenoord                                                                  | Jon Dahl Tomasson 72'                                                      | De Kuip                                                                    | 35 000                                                                     |
| 2010/11 | FC Twente                                                                  | Wout Brama 45' Theo Janssen 56' Marc Janko 117'                                                               | 3–2 prodl.                                                                 | AFC Ajax                                                                   | Demy de Zeeuw 18' Lorenzo Ebecilio 40'                                     | De Kuip                                                                    | 45 000                                                                     |
| 2011/12 | PSV Eindhoven                                                              | Ola Toivonen 30' Dries Mertens 55' Jeremain Lens 63'                                                          | 3–0                                                                        | Heracles Almelo                                                            | –                                                                          | De Kuip                                                                    | 50 000                                                                     |
| 2012/13 | AZ Alkmaar                                                                 | Adam Maher 12' Jozy Altidore 14'                                                                              | 2–1                                                                        | PSV Eindhoven                                                              | Jürgen Locadia 31'                                                         | De Kuip                                                                    | 50 000                                                                     |
| 2013/14 | PEC Zwolle                                                                 | Ryan Thomas 8', 12' Guyon Fernandez 22', 34' Bram van Polen 50'                                               | 5–1                                                                        | AFC Ajax                                                                   | Ricardo van Rhijn 3'                                                       | De Kuip                                                                    | 42 500                                                                     |
| 2014/15 | FC Groningen                                                               | Albert Rusnák 64', 75'                                                                                        | 2–0                                                                        | PEC Zwolle                                                                 | –                                                                          | De Kuip                                                                    | 50 000                                                                     |
| 2015/16 | Feyenoord                                                                  | Michiel Kramer 42' Eljero Elia 75'                                                                            | 2–1                                                                        | FC Utrecht                                                                 | Ramon Leeuwin 51'                                                          | De Kuip                                                                    | 45 592                                                                     |
| 2016/17 | Vitesse                                                                    | Ricky van Wolfswinkel 81' 88'                                                                                 | 2–0                                                                        | AZ Alkmaar                                                                 | –                                                                          | De Kuip                                                                    | 46 105                                                                     |
| 2017/18 | Feyenoord                                                                  | Nicolai Jørgensen 28' Robin van Persie 57' Jens Toornstra 90+3'                                               | 3–0                                                                        | AZ Alkmaar                                                                 | –                                                                          | De Kuip                                                                    | 46 084                                                                     |
| 2018/19 | AFC Ajax                                                                   | Daley Blind 38' Klaas-Jan Huntelaar 39', 67' Rasmus Nissen Kristensen 76'                                     | 4–0                                                                        | Willem II Tilburg                                                          | –                                                                          | De Kuip                                                                    | 45 709                                                                     |
| 2019/20 | Finále mezi Utrechtem a Feyenoordem se neodehrálo kvůli pandemii covidu-19 | Finále mezi Utrechtem a Feyenoordem se neodehrálo kvůli pandemii covidu-19                                    | Finále mezi Utrechtem a Feyenoordem se neodehrálo kvůli pandemii covidu-19 | Finále mezi Utrechtem a Feyenoordem se neodehrálo kvůli pandemii covidu-19 | Finále mezi Utrechtem a Feyenoordem se neodehrálo kvůli pandemii covidu-19 | Finále mezi Utrechtem a Feyenoordem se neodehrálo kvůli pandemii covidu-19 | Finále mezi Utrechtem a Feyenoordem se neodehrálo kvůli pandemii covidu-19 |
| 2020/21 | Ajax                                                                       | Gravenberch 23' Neres 90+1'                                                                                   | 2–1                                                                        | Vitesse                                                                    | Openda 30'                                                                 | De Kuip                                                                    | 0                                                                          |
| 2021/22 | PSV                                                                        | Gutiérrez 48' Gakpo 50'                                                                                       | 2–1                                                                        | Ajax                                                                       | Gravenberch 23'                                                            | De Kuip                                                                    |                                                                            |
| 2022/23 | PSV                                                                        | Hazard 67' | 1–1prodl. 3–2 pen.                                                         | Ajax                                                                       | Branthwaite 42' (vl. gól.)                                                 | De Kuip                                                                    | 40 650                                                                     |
| 2023/24 | Feyenoord                                                                  | Paixão 59' | 1–0                                                                        | NEC Nijmegen                                                               | –                                                                          | De Kuip                                                                    | 42 140                                                                     |
| 2024/25 | Go Ahead Eagles                                                            | Deijl 90+9' (pen.)                                                                                            | 1–1prodl. 4–2 pen.                                                         | AZ Alkmaar                                                                 | Parrott 54' (pen.)                                                         | De Kuip                                                                    | 42 972                                                                     |